# Michael Huemer
Pour les articles homonymes, voir Huemer.
Michael Huemer [ˈhjuːmər], né le 27 décembre 1969, est un professeur de philosophie de l'université du Colorado à Boulder. Il est surtout connu pour avoir défendu l'éthique intuitionniste, le réalisme naïf, le libertarisme, le véganisme et l'anarchisme philosophique.

## Éducation et carrière
Huemer est diplômé de l' université de Californie à Berkeley. Il obtient son doctorat à l'université Rutgers en 1998 sous la direction de Peter D. Klein.

## Travaux en philosophie
Le livre Ethical Intuitionism de Huemer est présenté et commenté dans les revues Notre Dame Philosophical Reviews, Philosophy and Phenomenological Research et Mind .

## Positions éthiques

### Argument en faveur d'un réalisme moral
Dans un article publié en 2013 et intitulé An Ontological Proof of Moral Realism (Une preuve ontologique du réalisme moral), Huemer argumente en faveur du réalisme moral. Sa réflexion se situe dans un cadre méta-éthique et s’inscrit dans le débat qui oppose relativisme moral (pour lequel il n’existe que des principes moraux subjectifs) et réalisme moral (pour lequel il existe des principes moraux objectifs). Le but de l’article est de montrer qu’il existe des raisons d’agir ou obligations morales qui sont indépendantes de l’observateur, donc objectives. C’est en cela qu’il constitue un argument en faveur d’un certain réalisme moral que l'on peut qualifier de minimal en ce qu'il conclue à l'existence d'au moins une obligation morale objective (Huemer 2013, 259). L’argument repose sur le concept de probabilité épistémique et le principe des raisons probabilistes.
Huemer définit la probabilité épistémique d’une proposition comme « une mesure du degré de justification de la proposition à la lumière des preuves que l’on tient au moment présent » (261). Cela implique que toute probabilité épistémique est relative à l’agent, celui-ci évaluant en fonction de ses connaissances la vraisemblance de la proposition (ce qui revient à estimer l’incertitude vis-à-vis de cette proposition). Certaines propositions peuvent avoir une probabilité épistémique maximale (égale à 1), mais celles-ci sont peu nombreuses et semblent se limiter à l’existence d’une réalité (celle par exemple mise en doute temporairement par Descartes) ou bien aux vérités mathématiques (2 est inférieur à 3) (261). À l’inverse, certaines propositions peuvent avoir une probabilité épistémique nulle (égale à 0), et cela concerne les propositions contradictoires ou absurdes (« je n’existe pas », « 1=4 ») (261). Entre ces deux pôles de certitude, les probabilités épistémiques portant sur une même proposition peuvent varier d’un agent à l’autre en fonction de l’état des preuves qu’ils tiennent de cette proposition et de la manière dont ils évaluent leur incertitude.
Le principe des raisons probabilistes quant à lui est défini et formalisé par Huemer comme suit (263) :
- P1 : Si S savait que P, alors cela donnerait une raison à S de faire l'action Φ

- P2 : Si S savait que non-P, alors cela ne donnerait aucune raison à S de ne pas faire l’action Φ

- P3 : S a des raisons de croire que P

⇒ C1 : Alors S a de ce fait une raison de faire l’action Φ
Si les prémisses P1, P2 et P3 tiennent, alors la conclusion C1 est valide et s’impose « par et en vertu » de ces prémisses. La raison de faire l’action Φ est en outre objective car elle peut justifier une action indépendamment de la subjectivité de l’agent, et ce bien que l’agent fixe subjectivement la probabilité épistémique non-nulle (262). Autrement dit, la probabilité d’une raison d’agir constitue une raison d’agir objective (quand bien même celle-ci soit extrêmement faible tant qu’elle n’est pas nulle).
Or, la doctrine du réalisme moral n’est ni absurde, ni contradictoire, ni « réfutée de manière concluante » et définitive par ses adversaires (261). Huemer peut donc en conclure qu’elle n’appartient pas aux propositions à probabilité épistémique nulle (p>0). Dès lors, en suivant le principe des raisons probabilistes, toute proposition à probabilité épistémique non-nulle constitue une raison d’agir objective, c’est-à-dire indépendante de l’observateur. Ainsi, reconnaître que le réalisme moral n’est pas impossible (p>0) revient à le prouver, dans une version particulièrement minimale (273). Pour résumer, étant donné que le réalisme moral peut être vrai, il suit nécessairement qu'il est vrai (259). Cette conclusion s'oppose donc aux positions relativistes en matière de morale qui nient l’existence de raisons d’agir objectives (humiennes en particulier). La portée de l'argument est toutefois plus directement théorique que pratique (273).

### Idée sur l'autorité politique
Michael Huemer définirait l’autorité politique de la manière suivante : « C’est cette autorité qui permet à l’État d’utiliser la force d’une manière non admissible pour des agents non étatiques.» Il en parle plus en profondeur dans son ouvrage The problem of Political Authority: an examination of the right to coerce and the duty to obey. Dans ce livre, il utilise plusieurs mises en situation où les personnages auraient des comportements qui serait jugés inacceptables, en se basant sur des critères moraux et éthiques. Il parle aussi du fait que nous laissons l’État exercer un certain pouvoir sur nous que nous ne laisserions pas d’autres avoir, tel que le fait d’utiliser la force pour nous contraindre à faire quelque chose ou le fait de nous enlever nos droits de propriété à travers les impôts. Pour finir, vers la deuxième partie de son livre, Michael Huemer affirme que l’État n’est pas nécessaire afin de maintenir l’ordre dans la société.

### Le véganisme
Selon Hannah Attar, Michael Huemer se prononce comme étant pour le véganisme. Pour promouvoir cette idée, il écrit le livre Dialogue entre un carnivore et un végétarien qui se présente sous la forme de dialogues constitués d’arguments qui opposent un mangeur de viande et un végétarien, sur l’idée du véganisme. D’ailleurs, à la suite de la publication de son livre, il dit que « En écrivant ce dialogue, j’ai voulu accélérer le processus de conversion vers le véganisme. »
Dans cet ouvrage, il aborde plusieurs points qui encouragent le véganisme. Notamment, le fait que le nombre d’animaux qui se font abattre à chaque année est de 74 milliards, et qu’en deux ans ce chiffre serait supérieur aux nombres d’humains qui ont existé depuis le début de l’humanité. En d’autres mots, Michael Huemer pense que nous devrions éviter de commettre des actions qui ont des chances élevées de causer de la souffrance, ce qui implique se convertir au véganisme afin de ne pas causer de souffrance animale.

### Conservatisme phénoménal
Huemer a défendu le conservatisme phénoménal, une perspective épistémologique selon laquelle il est raisonnable de supposer que les choses sont telles qu'elles apparaissent, sauf s'il existe des raisons d'en douter,.

### Problème du mal
Huemer a déclaré que la présence du mal dans le monde, par exemple avec des enfants atteints de terribles maladies, est une preuve solide qu'il ne peut pas exister de dieu omnipotent, omniscient et complètement bienveillant.

### Réincarnation
Huemer a défendu la réincarnation dans son article de 2021 intitulé "Existence Is Evidence of Immortality". Il a soutenu que les âmes immatérielles existent, et en 2022, il a débattu avec Graham Oppy sur ce sujet.

## Ouvrages

### Auteur

#### En langue anglaise
- (en) Michael Huemer, Skepticism and the Veil of Perception, Rowman & Littlefield, 2001

- (en) Michael Huemer, Ethical Intuitionism, Palgrave Macmillan, 2005

- (en) Michael Huemer, The Problem of Political Authority, Palgrave Macmillan, 2013
- (en) Michael Huemer, « An Ontological Proof of Moral Realism », Social Philosophy & Policy, vol. 30,‎ 2013, p. 259-79 (lire en ligne [PDF])

- (en) Michael Huemer, Approaching Infinity, Palgrave Macmillan, 2016

- (en) Michael Huemer, Paradox Lost, Palgrave Macmillan, 2018

- (en) Michael Huemer, Dialogues on Ethical Vegetarianism, Routledge, 2019
- (en) Michael Huemer, Justice before the Law, Springer Nature, 2021

#### Traductions françaises
- Michael Huemer (trad. de l'anglais par Paul Laborde, préf. Peter Singer), Dialogue entre un carnivore et un végétarien [« Dialogues on Ethical Vegetarianism »], Albin Michel, 6 janvier 2021, 184 p., 125 × 190 mm (EAN 9782226446459)

### Éditeur
- Epistemology: Contemporary Readings (Routledge, 2002)